# Wendell Anderson

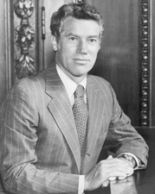
Wendell Anderson

Wendell Richard „Wendy“ Anderson (* 1. Februar 1933 in Saint Paul, Minnesota; † 17. Juli 2016 ebenda) war ein US-amerikanischer Politiker der Democratic-Farmer-Labor Party. Von 1971 bis 1976 war er 33. Gouverneur von Minnesota und anschließend bis 1978 als Senator im US-Kongress tätig.

## Leben und Karriere
Nach seinem High-School-Abschluss begann Anderson ein Studium der Rechtswissenschaften. Weiterhin war er mehrere Jahre lang Mitglied der US-Eishockeynationalmannschaft und gewann bei den Olympischen Winterspielen 1956 in Cortina d’Ampezzo die Silbermedaille. 1958 wurde er erstmals für die DFL in das Repräsentantenhaus von Minnesota gewählt. Sein Studium schloss er 1960 an der University of Minnesota Law School ab. 1962 und 1964 wurde er in den Senat von Minnesota gewählt. 1970 konnte Anderson die Gouverneurswahlen gewinnen und wurde am 4. Januar 1971 der 33. Gouverneur des US-Bundesstaates. 1972 wurde er in seinem Amt bestätigt. Darüber hinaus wurde Anderson im Eröffnungsdraft der World Hockey Association von den Minnesota Fighting Saints ausgewählt. Er entschied sich jedoch gegen eine Karriere im Eishockey und weiterhin als Gouverneur tätig zu sein.
Nachdem Walter Mondale zum Vizepräsidenten der Vereinigten Staaten gewählt worden war, übernahm Anderson am 30. Dezember 1976 dessen Sitz im US-Senat. Zwei Jahre später verlor er diesen bei den Kongresswahlen an den Republikaner Rudy Boschwitz.
Anderson war verheiratet; er hinterlässt drei Kinder.